# Salento d'Amare Taviano
Le club de volley-ball masculin de Taviano (et qui a changé plusieurs fois de nom en raison de changements de sponsors principaux) évolue au deuxième niveau national (Serie A2).

## Entraîneurs
- 1993-1997 :  Camillo Placì
- 1999-2001 :  Camillo Placì

## Palmarès
- Coppa Italia A2 : 2006

## Entraîneurs
- 2005-2006 :  Flavio Gulinelli